# Filibus (Film)
Filibus ist ein italienischer Abenteuer-Stummfilm des Regisseurs Mario Roncoroni aus dem Jahr 1915 mit Valeria Creti in der Hauptrolle. Das Drehbuch schrieb der Science-Fiction-Autor Giovanni Bertinetti.
Der Film handelt von einer geheimnisvollen Meisterdiebin und Verkleidungskünstlerin, die von ihrem Luftschiff aus unter dem Namen Filibus gewagte Überfälle ausführt. Als sich ein bekannter Detektiv auf ihre Spur setzt, beginnt sie ein Katz-und-Maus-Spiel, in dem sie zwischen verschiedenen männlichen und weiblichen Identitäten hin- und herwechselt.
Zeitgenössische italienische Kritiken waren überwiegend negativ. Spätere Filmhistoriker schätzten den Film allerdings als Pionier der Darstellung von Genderfluidität, weiblicher Homosexualität und Science-Fiction-Motiven, sowie für die kreative Adaption stilistischer Elemente der zeitgenössischen populären Literatur. Der Film wurde auf zahlreichen Festivals vorgeführt. Eine Zelluloidkopie befindet sich im EYE Filmmuseum in Amsterdam und eine weitere Kopie in Mailand.

## Handlung
Detektiv Graf Kutt-Hendy ist seit einiger Zeit hinter einer mysteriösen verbrecherischen Person her, die unter dem Pseudonym Filibus ihr Unwesen treibt. Filibus macht dabei insbesondere durch den Diebstahl von äußerst wertvollen Gegenständen auf sich aufmerksam. Doch die Tatsache, dass Kutt-Hendy Filibus immer mehr auf die Schliche kommt, sieht diese – denn bei Filibus handelt es sich um eine Frau – eher als Bestätigung dafür, dass es schnellsten einer Gegenaktion bedarf, die die Gefahr seitens des Detektivs beseitigt. Filibus hat dabei zwei entscheidende Vorteile: Zum einen residiert sie in einem Luftschiff, weswegen niemand ihren Aufenthaltsort lokalisieren kann, und keiner versteht, wie sie von den jeweiligen Tatorten so schnell wieder wegkommt. Zum anderen tritt sie in drei unterschiedlichen Gestalten auf. Die erste ist die einer Baronin mit dem Namen Troixmonde, die Kutt-Hendy öffentlich erklärt, sie wolle beweisen, dass er selbst Filibus sei. Die zweite Gestalt ist die eines Einbrechers mit Maske. Die dritte und letzte Erscheinungsform ist die des Graf de la Brive.
Filibus beschafft sich nun zuerst die Fingerabdrücke von Kutt-Hendy und bringt sie auf einem Paar Handschuhe an. Danach inszeniert sie den Überfall einer Bande von Entführern auf Kutt-Hendys Schwester Leonora. Und schließlich rettet sie als Höhepunkt der Inszenierung, in der Gestalt des Grafen de Brive, Leonora vor den vermeintlichen Entführern und verschafft sich so Zugang zum Anwesen des Detektivs.
Der Plan der Verbrecherin besteht nun darin, den Freund von Kutt-Hendy, den Juwelenbesitzer Leo Sandy, um dessen sagenumwobene Katzendiamanten, die in einer Hochsicherheitsvitrine ausgestellt sind, zu erleichtern und den Diebstahl anschließend Kutt-Hendy mit Hilfe der Fingerabdrücke auf den Handschuhen unterzuschieben. Nebenbei zeigt sich Leonora, die nicht ahnt, dass es sich bei Graf de la Brive eigentlich um eine Frau handelt, interessiert an diesem und flirtet mit ihm anstatt mit Leo Sandy, dessen Heiratsantrag sie erst kürzlich zurückgewiesen hat.
Bei der anschließenden Vorstellung der Diamanten im Rahmen einer Abendgesellschaft kundschaftet Filibus unter der Maske des Graf de la Brive die Sicherheitsvorkehrungen zum Schutz der Diamanten aus, um anschließend den Raub zu organisieren. Trotz aller Gegenmaßnahmen seitens Leo Sandys und Kutt-Hendys gelingt es Filibus nicht nur, die Diamanten zu stehlen; darüber hinaus schafft sie es auch, ein Foto von Kutt-Hendy in der Überwachungskamera zu platzieren, indem sie ihn betäubt, vor die Kamera stellt und diese dann auslöst. Jetzt kommt als Dieb nur noch der Detektiv selbst infrage, zumal auch noch die gestohlenen Diamanten in Kutt-Hendys Anwesen gefunden werden, wo sie Filibus platziert hat.
Jedoch hat Filibus einen Fehler gemacht: Sie hat Leo Sandy während des Überfalls auf ihr Luftschiff entführt, doch kann dieser entfliehen und sagt dementsprechend hinterher bei der Polizei aus, dass es sich bei Kutt-Hendy unmöglich um Filibus handeln kann. Kutt-Hendy wird allerdings trotz dieser Aussage nur unter der Bedingung freigelassen, dass er Filibus nun endlich aufspüren und festnehmen möge.
Filibus selbst hat derweil einen neuen Plan gefasst: Sie möchte eine große internationale Bank überfallen und die Beweise wiederum so legen, dass Kutt-Hendy überführt wird. Doch diesmal ist der Detektiv vorbereitet und kann sich gegen das Betäubungsgas von Filibus wappnen, das diese wieder einsetzen wollte, um Kutt-Hendy handlungsunfähig zu machen. Somit misslingt Filibus' Plan und sie wird von Kutt-Hendy festgenommen. Dabei erkennt der Detektiv gleichzeitig, dass es sich bei Baronin Troixmonde und Filibus von Anfang an um ein und dieselbe Person gehandelt hat. Da aber Kutt-Hendy wegen einer durch Filibus sabotierten Telefonleitung nicht die Polizei erreichen kann, muss er diese persönlich aufsuchen; doch genau in dieser Zeit gelingt es Filibus, aus dem Anwesen des Detektivs zu flüchten. Wenig später sieht Kutt-Hendy sie nur noch durch sein Fernrohr, wie sie gerade zu ihrem Luftschiff aufsteigt.
Im Epilog verlobt Leonora sich doch noch mit Leo Sandy und schließlich erhält Kutt-Hendy eine Briefnachricht von Filibus, in der sie ihren Respekt für ihn kundtut und ihre Vorfreude auf eine weitere Begegnung ausspricht.

## Produktion

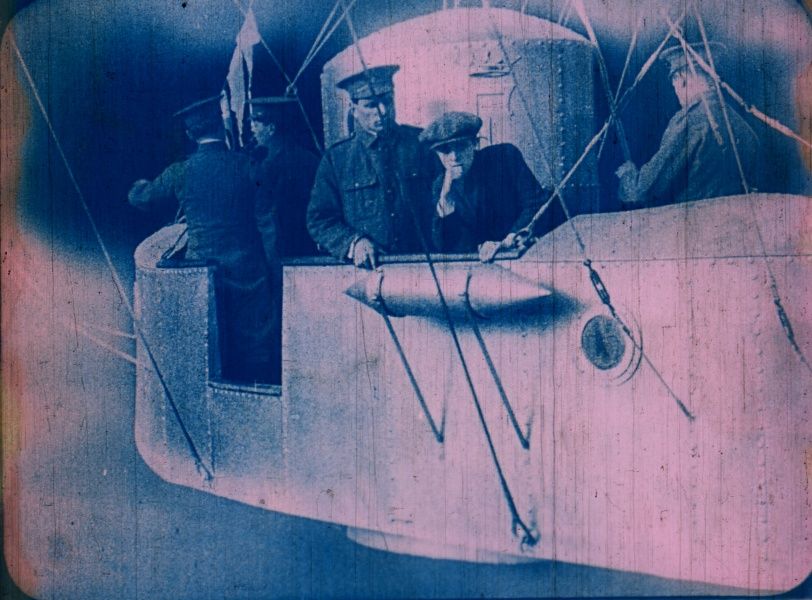
Filibus in ihrem Luftschiff

1914 gründete der Turiner Filmverleiher Umberto Corona eine eigene Produktionsfirma, die Corona Film. Die Corona Film produzierte bis zu ihrer Auflösung im Jahre 1918 26 Filme, vorwiegend preiswerte Abenteuerfilme mit wenig bekannten Schauspielern. Filibus war wahrscheinlich der Debütfilm des Regisseurs Mario Roncoroni. 1921 führte er zusammen mit Gabriele d'Annunzio Regie in La Nave und setzte dann sein Werk in Spanien fort. Die Kamera führte Luigi Fiorio. Da das Studio der Corona Film noch nicht fertiggestellt war, fanden die Aufnahmen zu Filibus in Genua und Umgebung statt. Die Hauptrolle wurde mit Valeria Creti besetzt; einer Schauspielerin, über die bis heute kaum etwas bekannt ist. In der Literatur wird zuweilen behauptet, Cristina Ruspoli habe die Hauptrolle gespielt. Tatsächlich spielte sie die Rolle der Leonora. Den Detektiv Kutt-Hendy spielte Giovanni Spano und die kleine Rolle des Polizeiinspektors wurde mit Mario Mariani besetzt. Der Darsteller des Leo Sandy konnte noch nicht mit Sicherheit identifiziert werden. Vermutlich handelte es sich um Filippo Vallino.
Das Drehbuch stammt von Giovanni Bertinetti, der außer Science Fiction auch Abenteuergeschichten für Kinder und Ratgeber zu den Idealen der Futuristen Mut, Kühnheit und Auflehnung verfasste. Während Marinettis Futurismus jedoch den Feminismus ablehnt und die Überlegenheit des Mannes postuliert, scheint Bertinettis Figur der Filibus beeinflusst zu sein durch Versuche, insbesondere der französischen Schriftstellerin Valentine de Saint-Point, den Futurismus für feministische Ziele zu öffnen:

„ES IST ABSURD, DIE MENSCHHEIT IN FRAUEN UND MÄNNER EINZUTEILEN. Sie besteht nur aus
WEIBHEIT und MANNHEIT. Jeder Übermensch, jeder Held sei er noch so episch, jedes Genie, sei es noch so
mächtig, ist nur der verschwenderische Ausdruck einer Rasse und einer Epoche, weil es eben aus weiblichen und
männlichen Elementen besteht, aus Weibheit und Mannheit: weil es ein vollkommenes Wesen ist.“

## Filmhistorische Einordnung
Filibus steht deutlich in der Tradition der actionbetonten Serials der 1910er Jahre wie Louis Feuillades Fantomas (1913/14) und Judex (1916), bei denen jeweils ein Held mit übernatürlichen oder unglaublichen Fähigkeiten im Mittelpunkt stand. Filibus' Abenteuer erinnern auch an andere frühe Action-Serials wie The Exploits of Elaine (1914), Maurice Leblancs Arsène-Lupin-Romane sowie die Figur des Rocambole. Während der Character Filibus vermutlich von der großen Popularität des Fantômas inspiriert war, erinnert sie mit ihrer Vorliebe für sensationelle und verblüffende Diebestaten, die sie weniger wegen des materiellen Gewinns als wegen der Herausforderung und des Nervenkitzels begeht, an Lupin. Schließlich erinnert der Film auch an den Abenteuerfilm Protéa (1913) von Victorin-Hippolyte Jasset, in dem eine Spionin im Mittelpunkt steht, die in den verschiedensten Verkleidungen auftritt – wenn sie auch im Gegensatz zu Filibus einen männlichen Vorgesetzten hat und mit einem männlichen Spion zusammenarbeitet.
Zwar basiert der Film auf den bereits bekannten und beliebten Motiven der Abenteuergeschichten seiner Zeit; er benutzt sie jedoch auf ungewöhnliche Weise, entwickelt die stilistischen Konventionen des Genres weiter und erinnert in seinen Stilmitteln zuweilen an Fantasy. Auch das Drehbuch enthält ungewöhnliche Elemente wie beispielsweise das zentrale Motiv der Luftpiratin in ihrem mit verschiedenen technischen Finessen ausgestatteten Luftschiff, und auch die Idee der Protagonistin aus der High Society mit dem an Jekyll und Hyde erinnernden Doppelleben.
Mit Filibus wurde ein im Genre des Abenteuerfilms gänzlich neuer Charakter geschaffen: Eine quasi allmächtige Frau, die die vollständige Kontrolle über ihre Handlungen und über ihr Leben besitzt, die problemlos zwischen Geschlechtsidentitäten hin- und herwechseln kann, und die sich sowohl am Himmel als auch auf der Erde frei und ungehindert bewegen kann. Diese Themen spiegeln eine Diskussion über Geschlechtsidentität in den intellektuellen Kreisen Italiens wider. Francesca Bertini spielt einen männlichen Protagonisten in L'Histoire d'un Pierrot (1914) und die weibliche Mode beginnt, sich an männlichen Kleidungsstilen zu orientieren. Zur selben Zeit waren die Rechte der Frauen in Italien stark beschränkt. Die Lage der Frauen, die in zahlreichen Situationen des Lebens die Zustimmung ihres Ehemannes benötigten, wurde einerseits in melodramatischen Diva-Filmen thematisiert, in denen Frauen um ihr Erbe gebracht werden, das Sorgerecht für ihre Kinder verlieren und aus ihren Wohnungen vertrieben werden; andererseits zeigen eine Reihe von Action-Kurzfilmen eine Vision autonomen weiblichen Lebens, die in Filmen wie Nelly la Domatrice (Nelly die Löwenbändigerin) (1912) oder La Poliziotta (Die Polizistin) (1913) thematisiert wird.
Filibus hebt aber nicht nur die Grenzen zwischen den Geschlechteridentitäten auf, sondern auch diejenige zwischen Realität und Illusion: Es geht um echte und falsche Diamanten, Filibus wechselt ständig ihr Erscheinungsbild, der Detektiv ist so verwirrt, dass er seinen eigenen Erinnerungen nicht mehr traut und schließlich ist nicht klar, ob Filibus in der Gestalt des Count de la Brive wirklich an Leonora interessiert ist, aus taktischen Gründen mit ihr flirtet, oder ob beides zutrifft.

## Rezeption

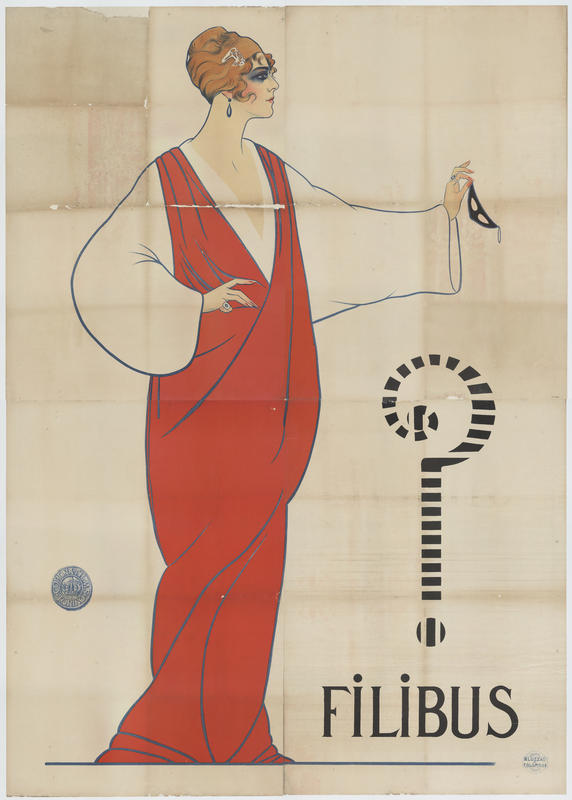
Filibus auf einem zeitgenössischen Plakat

Filibus wurde am 25. März 1915 von der Zensurbehörde des Italienischen Innenministeriums genehmigt und am 14. April 1915 in Rom uraufgeführt. Es konnte sowohl als fünfteiliges Serial als auch als Spielfilm aufgeführt werden. In der restaurierten Fassung sind daher noch die ursprünglichen Zwischentitel der einzelnen Teile erhalten. Der Film wurde von der zeitgenössischen Kritik eher negativ aufgenommen. Monsù Travet kritisierte in der Zeitschrift Film die offensichtlichen Anleihen bei Fantômas und G. Murè machte sich über die Spezialeffekte, besonders das „Spielzeug-Luftschiff aus Pappmaché“ lustig. Überdies wurde die Handlung des Films als unzusammenhängend kritisiert.
Am Schluss des Films wird die Möglichkeit einer Fortsetzung angedeutet. Dazu kam es allerdings nicht, da Italien kurz nach der Uraufführung Österreich-Ungarn den Krieg erklärte, unter dem auch die italienische Filmindustrie schwer litt. Die Corona Film musste schließen, Cristina Ruspoli findet sich nach 1916 in keinen überlieferten Filmrollen mehr und Mario Roncoroni setzte seine Karriere in Spanien fort.
Die erhaltene Kopie des Films überdauerte im EYE Filmmuseum in Amsterdam und eine Kopie davon liegt im Nationalen Filmmuseum Turin. Im Jahr 2017 schloss das EYE Filminstitut eine vollständige digitale Restaurierung des Films ab, die 2019 von Milestone Films auf DVD veröffentlicht wurde. Das Internationale Frauenfilmfestival Dortmund/Köln zeigte den Film 2013 und bezeichnete Filibus als möglicherweise „eine der ersten lesbischen Figuren der Filmgeschichte“.
1997 führte die Cineteca di Bologna Filibus im Rahmen des Festivals Il Cinema Ritrovato auf. Im Programm wurde er als „seltsamer und lustiger Vorläufer der Science-Fiction-Filme“ bezeichnet. Das Jugoslawische Filmarchiv zeigte den Film 2015 im Rahmen eines Festivals und bezeichnet Filibus im Programm als „erstes bad girl mit einer offen lesbischen Orientierung“. 2017 lief die restaurierte Fassung des Films beim San Francisco Silent Film Festival, untermalt vom Mont Alto Motion Picture Orchestra. Monica Nolan sagt im Programm, „die Spezialeffekte sind auf eine liebenswerte Art preiswert, aber wen interessiert das schon, wenn die Action rasant ist und einfach nur Spaß macht?“
Claude Rieffel lobte den Film für seine „elegante und schwer zu fassende Piratin“ (élégante et insaisissable femme pirate). Filibus' Fähigkeit, zwischen männlichen und weiblichen Identitäten hin- und herzuwechseln, mache sie zu „einer Heldin des Transgenderismus, noch bevor der Begriff geprägt wurde“ (championne avant l'heure du trans-genre).
Die Schriftstellerin und Filmhistorikerin Imogen Sara Smith stellt in einem Essay für Film Comment fest, dass der Film „mit einer knackigen, köstlich absurden Handlung und einer sprudelnden Leichtigkeit der Berührung voranschreitet“ (zips along with crisp, deliciously absurd plotting and an effervescent lightness of touch) und betont Cretis „anmutig androgyne und hinterlistig-schadenfrohes“ (gracefully androgynous and slyly gleeful) Spiel. „In einem Sommer, in dem Wonder Woman von manchen als Meilenstein für Frauen im Kino gefeiert wurde, könnte man dem Publikum, das Filibus (1915) beim San Francisco Silent Film Festival sah, verzeihen, dass es sich sardonisch fragte, ob die Filme sich endlich weiterentwickeln dorthin, wo sie vor einem Jahrhundert bereits waren.“ (In a summer when Wonder Woman was hailed in some quarters as a milestone for women in cinema, the audience watching Filibus (1915) at the San Francisco Silent Film Festival could be forgiven for wondering sardonically if movies are finally catching up to where they were a century ago.).